# Cercosaura olivacea
Cercosaura olivacea — вид ящірок родини гімнофтальмових (Gymnophthalmidae). Мешкає в Південній Америці.

## Поширення і екологія
Cercosaura olivacea мешкають в Бразилії і Аргентині. 